# Metodo del tubo di gomma
In crittologia, si definisce con un eufemismo metodo del tubo di gomma (rubber-hose cryptanalysis) il riuscire a decodificare un testo cifrato mediante la tortura di uno dei conoscitori della chiave del codice. La pratica consiste nel percuotere ripetutamente e vigorosamente con un tubo di gomma la pianta dei piedi della vittima, fino a ottenere l'informazione cercata. Il termine è in generale utilizzato per qualsiasi altro metodo che si basi sulla violenza nei confronti della persona interrogata.
Questo termine è stato inventato il 16 ottobre 1990 da Marcus J. Ranum, in un messaggio postato sul newsgroup sci.crypt (in allusione al bastinado), in cui lo descrive come "sorprendentemente rapido e computazionalmente efficiente" rispetto ai metodi crittanalitici. In effetti, nella crittografia moderna, è facile dimostrare che l'anello più debole è l'essere umano e non i codici e le macchine, o i sistemi hardware e software che compongono il sistema di crittografia. Infatti, le procedure crittografiche più robuste limitano al minimo l'intervento dell'uomo (ad esempio, l'uso di algoritmi di generazione di chiavi pseudocasuali). L'esempio più comune che si può portare è l'uso all'interno delle banche di casseforti a tempo, le cui chiavi non sono in dotazione al personale. Il principio su cui si basa tale metodo è che le persone interessate alla decodifica del codice, sapendo l'inutilità dell'essere umano ai fini dell'operazione, eviteranno minacce e torture contro di esse.
Va altresì notato che in alcuni stati, la legislazione in merito alla sicurezza interna presume (come chi applica il metodo del tubo di gomma) che l'utente conosca i codici per decifrare un messaggio, ed è per legge tenuto a consegnarli all'autorità dietro richiesta/mandato. Ciò non è possibile per i protocolli di cifratura in cui l'utente ha un ruolo marginale. Si può ipotizzare che tali politiche governative siano dirette a minimizzare l'utilizzo di pesanti cifrature di dati da parte dei cittadini, che renderebbero alcune indagini pressoché impossibili da portare avanti.
Un metodo similare, sebbene diametralmente opposto per quanto riguarda la tecnica messa in atto, è la cosiddetta ingegneria sociale, ovvero il tentativo di estrarre informazioni dalla persona tramite l'analisi del suo comportamento.